# Sebald Weinschröter

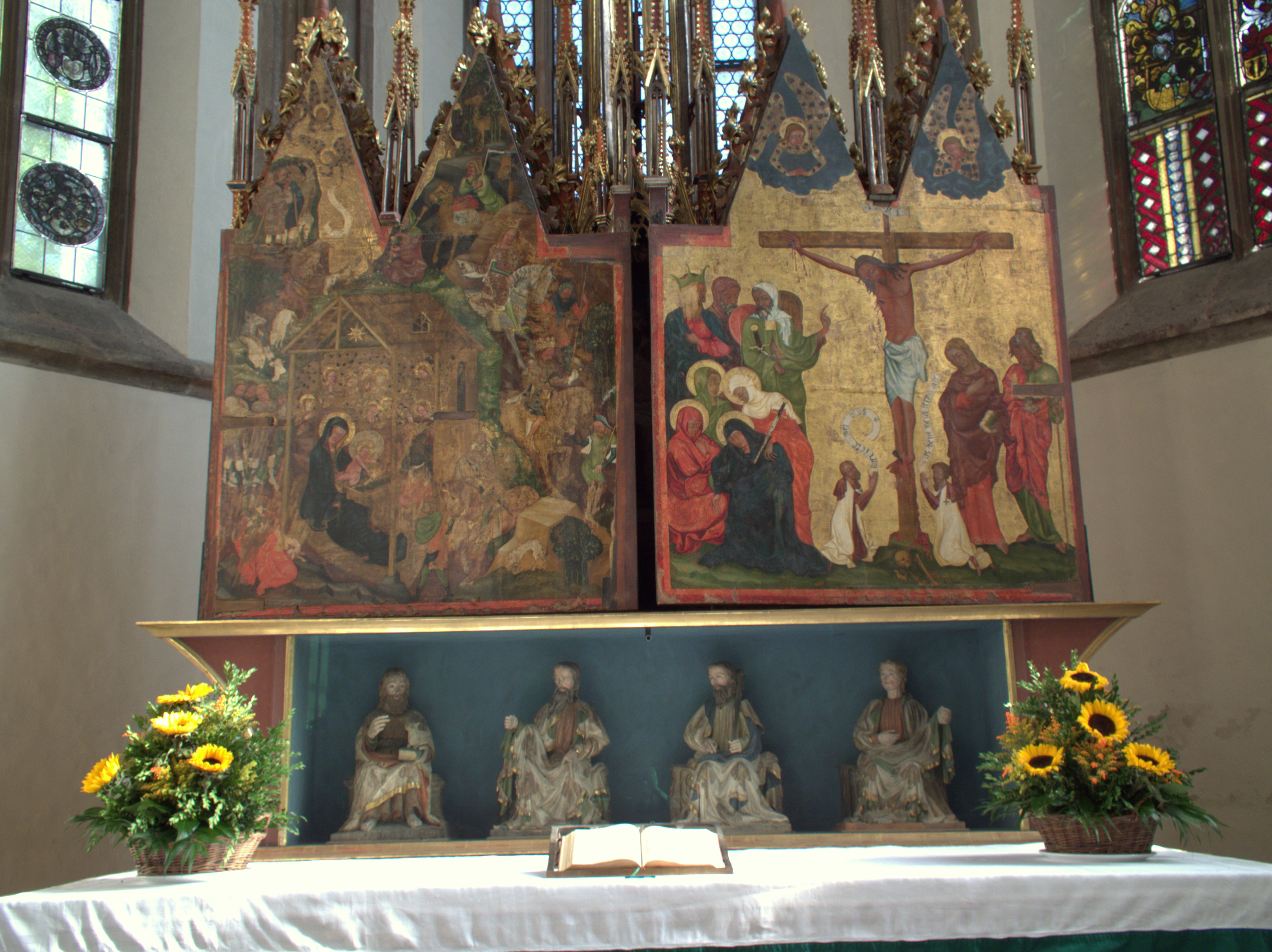
Hlavní oltář kostela Svatý Jakub

Sebald Weinschröter (* 1318 nebo 1328? - 1363 nebo 1370?) byl německý dvorní malíř císaře Karla IV. pocházející z Norimberku. Je možné, že je identický s umělcem, označovaným jako "Meister des Hochaltars von St. Jakob", který vytvořil hlavní oltář kostela sv. Jakuba v Norimberku.

## Život
Sebald Weinschröter pocházel ze staré francké malířské rodiny. Za účast na protilucemburském řemeslnickém povstání byl z Norimberka vyhoštěn a uchýlil se patrně do Prahy. Kolem roku 1357 se do Norimberka vrátil jako dvorní malíř císaře Karla IV.

## Dílo

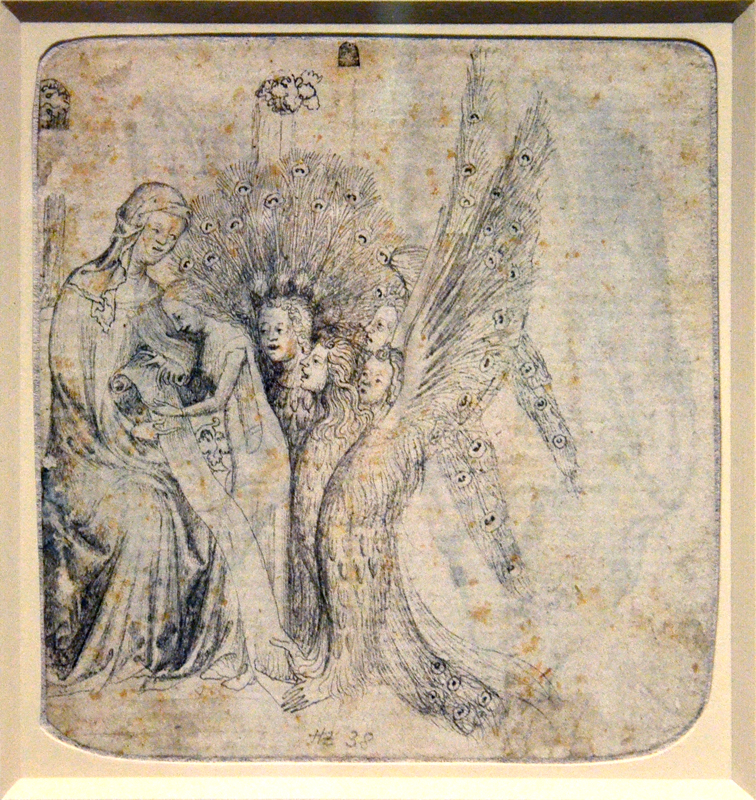
Vyučování P. Marie (skicák S. Weinschrötera)

Sebaldu Weinschröterovi je připisován oboustranně malovaný deskový obraz s Korunováním Panny Marie a Kristem nesoucím kříž, pocházející z norimberského kláštera klarisek (kolem 1355, nyní Städelsches Kunstinstitut Frankfurt nad Mohanem). Obraz je proveden temperou, zlacením a lazurovaným stříbrem na dřevě. Scéna korunování zobrazuje Pannu Marii jako královnu nebes a zároveň duši zasnoubenou Kristu (Píseň písní). Obě postavy mají bohaté vytkávané vzory oděvů. Pozadí tvoří sloupová architektura.
Styl malby obrazů vykazuje shodné rysy s malbou dvorních malířů Karla IV. v Praze a svědčí o jejich vlivu na norimberského tvůrce. Norimberský malíř si ale uchoval domácí věcný styl a nevykazuje byzantské vlivy patrné v české malbě. Stejný malíř také maloval kolem roku 1370 epitaf Friedricha Mengota v cisterciáckém kostele v Heilsbronnu.
V Germanisches Nationalmuseum v Norimberku jsou uchovány dvě kresby perem a černým inkoustem na papíru, které byly součástí skicáku Sebalda Weinschrötera. Pocházejí z doby kolem roku 1360 a představují tak jedny z nejstarších kreseb na papíře, které se ve střední Evropě dochovaly. Jsou na nich studie postav Madony s dítětem a Marie-Ecclesie s polopostavou Bolestného Krista, na přední straně je sv. Anna vyučující četbě Pannu Marii, provázenou cheruby. Druhý list zobrazuje Vzkříšeného žehnajícího Krista.
Sebald Weinschröter byl autorem předloh pro malované okenní vitráže ve špitálním kostele sv. Marty v Norimberku. Kostel založil roku 1365 Konrad Waldstromer, správce lesů císaře Karla IV. Hlavní okno v ose chóru, s eucharistickými tématy, bylo vyhrazeno reprezentaci jeho rodiny. Další okno s výjevy Korunování Krista trnovou korunou, Ukřižování a Zmrtvýchvstání bylo věnováno památce královského výběrčího daní na Karlštejně a spoluzakladatele císařské kaple Panny Marie v Norimberku, Fridricha Stromera a jeho rodiny. Okno rodiny Großů, kteří dostali do dědičného držení nejvyšší úřad říšského rychtáře, je věnováno dětství Ježíše Krista a je na něm i kryptoportrét Karla IV.

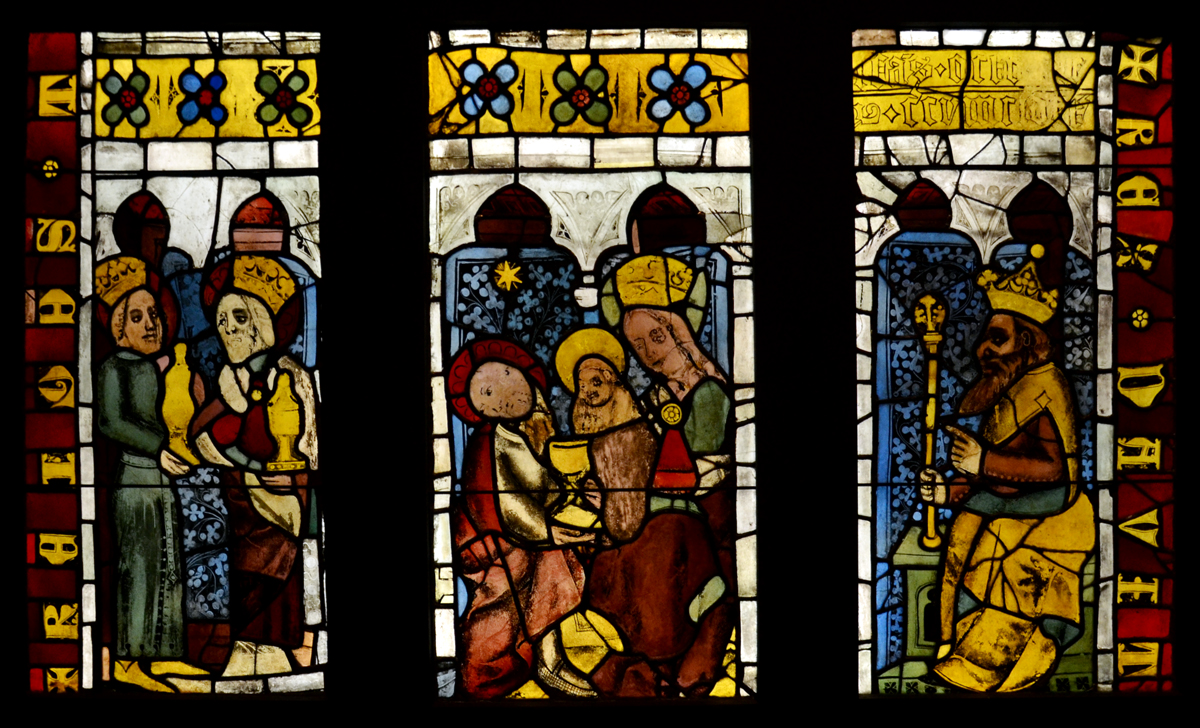
Klanění tří králů, Karel IV., Norimberk (1370)
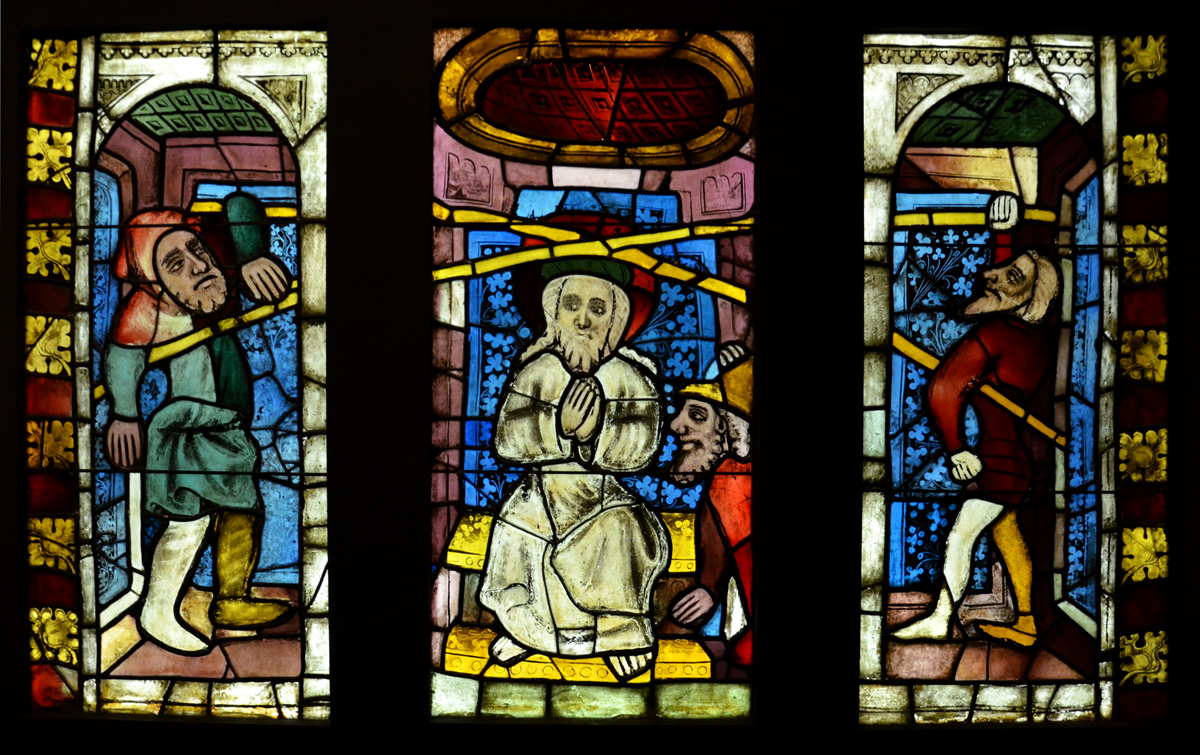
Korunování trním, Norimberk (1370)
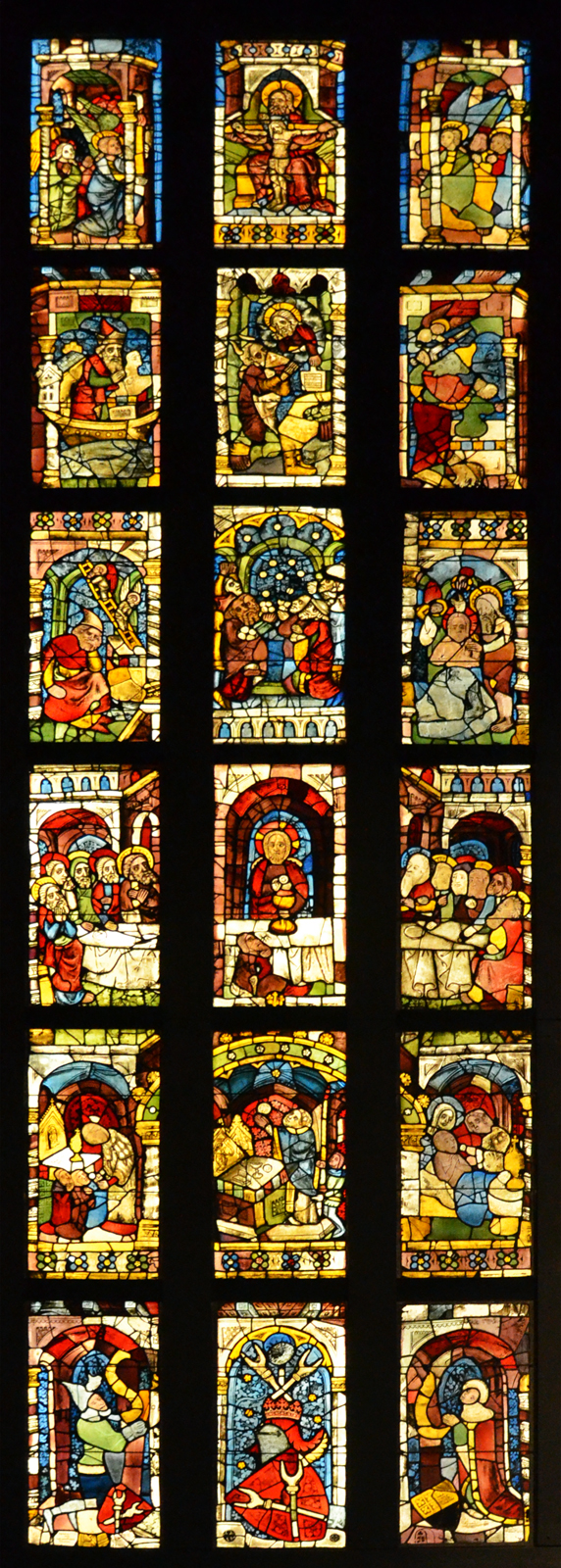
Sebald Weinschröter, chórové okno špitálního kostela sv. Marty, Norimberk (1370)

### Mistr oltáře sv. Jakuba v Norimberku
Kostel svatého Jakuba v Norimberku je protestantský a luteránský kostel, který založil jako románskou kapli císař Ota IV. Brunšvický roku 1209. Po 80 letech byl původní kostel zbořen a přestavěn. Uvnitř se nachází gotický oltář z let 1360-70, který patří k nejstarším v Německu. Na dvou křídlech oltáře jsou zevně výjevy Klanění tří králů a Ukřižování, na vnitřní straně Zvěstování, Korunování Panny Marie a Vzkříšení Krista s postavami apoštolů a proroků. Jsou zde vyobrazeni dva členové Rytířského řádu jako donátoři. Centrální část zobrazuje Krista trpitele s anděly. V predelle jsou čtyři keramické sošky apoštolů.